# Vakondgyíkalakúak

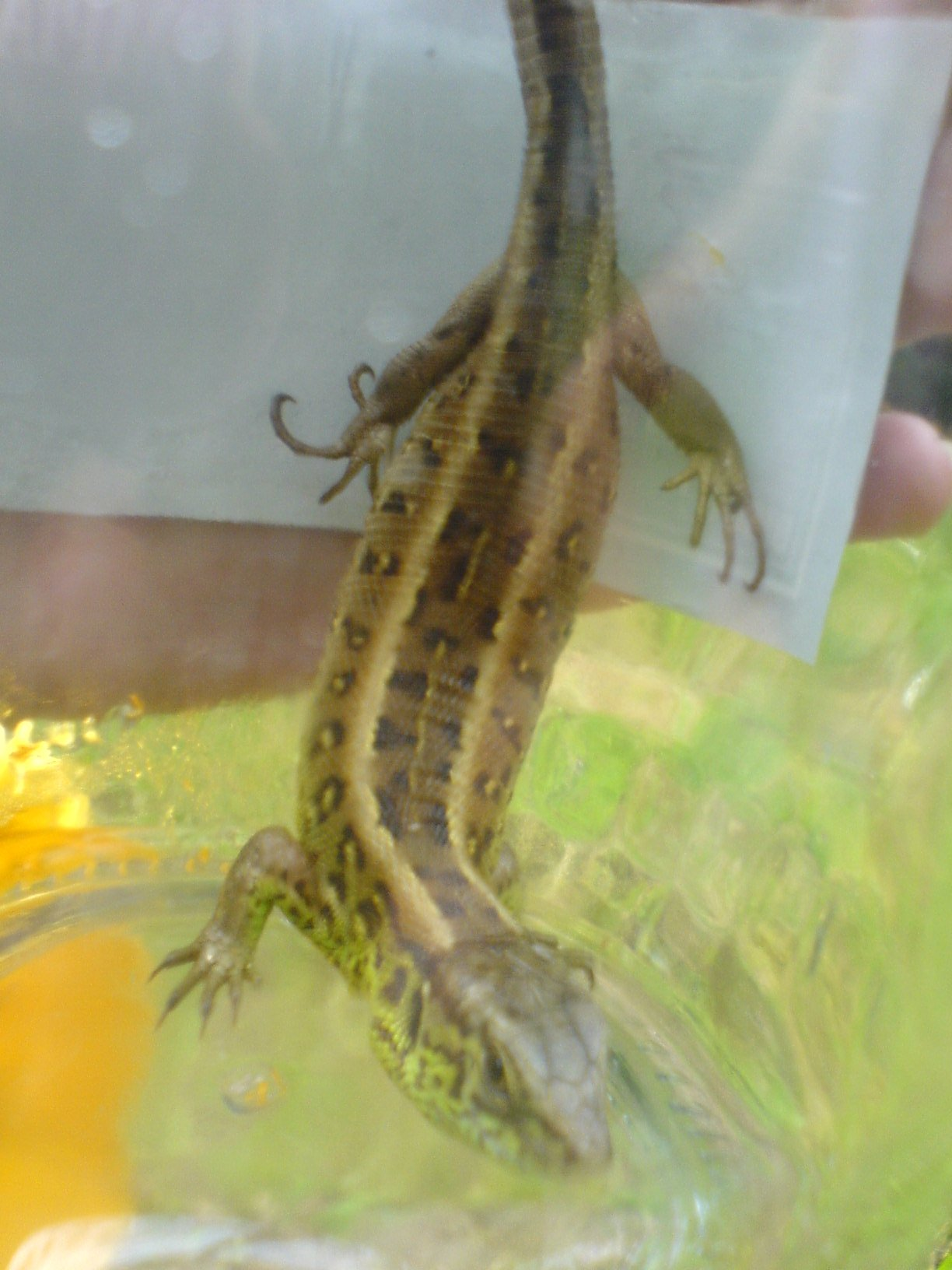
Fürge gyík (Lacerta agilis)

A vakondgyíkalakúak (Scincomorpha) a hüllők (Reptilia) vagy (Sauropsida) osztályába a  pikkelyes hüllők (Squamata) rendjébe tartozó alrend.

## Rendszerezés
Az alrendágba az alábbi 7 család tartozik:
- tobzosfarkúgyík-félék (Cordylidae)
- páncélosgyíkfélék (Gerrhosauridae)
- nyakörvösgyíkfélék (Lacertidae)
- vakondgyíkfélék (Scincidae)
- tejufélék (Teiidae)
- Gymnophthalmidae
- éjjeligyíkfélék (Xantusiidae)